# Блю-лейси
Блю-лейси (англ. blue lacy) — порода пастушьих собак, выведенная в 1800-х годах в Техасе (США). Является единственной породой собак, выведенной в данном штате. В 2005 году губернатор штата Техас подписал закон, в котором порода блю-лейси была признана официальным символом штата Техас.
Первое официальное признание порода получила во второй половине двадцатого века.
Порода признана следующими кинологическими организациями: ARF (Animal Research Foundation), Американская ассоциация редких пород (American Rare Breed Assotiation), Национальный клуб собаководства (NKC)
Другое название породы — техасский блю-лейси (Texas Blue Lacy)

## История породы
Формирование породы блю-лейси было начато в середине XIX века американской фермерской семьей по фамилии Лейси, проживавшей недалеко от города Бурнет в штате Техас. Фамилия семьи фермеров, создавших породу, вошла в дальнейшем в название, а приставка «блю» означает окрас, который является преобладающим у собак этой породы.
Первое упоминание этой породы встречается в документах ранчо «Lacy Brothers» в 1858 году. Созданием породы начали заниматься братья Фрэнк, Джордж, Эдвин и Гарри Лэйси. Впоследствии создание этой породы принесло фермерам Лейси большую известность, чем собственно фермерская работа по содержанию крупных стад рогатого скота.
Задача, которую братья Лейси поставили перед собой при формировании новой породы, стояла в создании такой собаки, которая могла бы успешно защищать стада от нападений койотов. Для этого такие собаки должны были обладать хорошим чутьём и высокими охранными качествами, выносливостью и быстротой реакции. Помимо этого, важным было и сформировать такой фенотип собаки, который бы позволил легко отличить её по силуэту от койота, в том числе в сумерках и ночью.
В основу породы легли английские овчарки, грейхаунды и пастушьи собаки, обитавшие на тот момент в регионе и не имевшие единого сформированного фенотипа. Позднее для улучшения чутья к ним были прилиты крови нескольких гончих пород. Предположительно, для такого прилития были использованы американские енотовые гончие (американские кунхаунды), но точного подтверждения этому не сохранилось.
Долгое время собаки этой породы использовались исключительно в качестве рабочих, причём помимо первоначального использования в качестве пастушьей и охранной собаки, блю-лейси постепенно стали применяться и в качестве универсальных охотничьих собак, применяемых как для загонной охоты на крупную дичь, так и для выслеживания зверя по следу. Благодаря этим способностям блю-лэйси обрели популярность у американских трапперов (сезонных охотников на пушного зверя).
Работа над официальным признанием породы блю-лейси была начата только в 1970 году, когда был создан первый породный клуб, получивший название Престоновский клуб Биг Блю (Preston’s Big Blue). К 1976 в клубе был сформирован единый стандарт этой породы, остающийся актуальным и сейчас. Несмотря на усилия поклонников породы, получить официальное признание Международной кинологической федерации (FCI) блю-лейси пока не удалось.

## Внешний вид
Блю-лейси это собаки среднего размера с сухим, атлетическим сложением и лёгкими размашистыми движениями.
При оценке собаки большое значение придаётся гармоничности и работоспособности животного. Шрамы и следы травм при этом не рассматриваются как недостатки или дисквалифицирующие признаки, так как считаются подтверждением рабочих качеств собаки.
Предпочтение отдаётся собакам, успешно проходящим рабочие испытания или использующимся на постоянной основе в целевых работах.
У собак этой породы сильно выражен половой диморфизм. Кобели обладают более рыхлым и мускулистым сложением, а также укороченным корпусом. Суки обладают более лёгким костяком и более сухим типом сложения, а формат корпуса у сук более растянутый.
Голова среднего размера, высоко поставленная, с выраженным рельефом морды. Переход от лба к морде выраженный, но плавный. Лобовая часть и морда имеют приблизительно одинаковую длину. Рельеф скул хорошо выражен, губы плотно прилегают. У кобелей допустимо наличие небольших брылей.
Уши полустоячие или висячие, небольшого размера, треугольной формы, низко посаженные. Слишком длинные уши или стоячие уши являются дисквалифицирующим признаком.
Глаза круглые, широко расставлены, цвет имеют от ярко-жёлтого до тёмно-коричневого. Мочка носа хорошо выражена, цвет мочки носа, губ и век должен совпадать и гармонировать с окрасом собаки. Допустимыми цветами мочки носа, век и губ являются чёрный, коричневый, печёночный цвета разной интенсивности.
Шея мускулистая, средней длины, с небольшим изгибом. Холка хорошо развита. Корпус сильный, сбалансированный, квадратного или чуть растянутого формата. Спина ровная, без провиса, с выраженной мускулатурой. Грудь глубокая, умеренно широкая, с заметно выраженным изгибом рёбер. Переход от грудной клетки к животу хорошо выражен, живот подтянут.
Круп хорошо выражен, мускулистый, округлый.
Конечности мускулистые, поставлены прямо, выраженный вынос конечностей из-под корпуса отсутствует. Рельеф суставов не выражен. Лапы плотные, с хорошо развитыми сводчатыми пальцами, между пальцев имеются выраженные кожные перепонки. Подушечки лап плотные.
Хвост тонкий, умеренной длины, поставлен высоко, во время движения как правило собака держит его поднятым.
Шерсть короткая, гладкая, очень плотно прилегающая к телу. Подшёрсток слабо развит. Визуально шерсть имеет характерный глянцевый отлив, его отсутствие считается недостатком.
Окрас блю-лейси, несмотря на название, может быть не только голубым, но и кремовым, палевым красным («ржавый», англ. rusty) и трёхцветным. При этом важно отметить, что голубой окрас в породе не связан с наличием гена голубого окраса, который отсутствует у блю-лейси. Их окрас фактически представляет собой осветлённый или дымчатый вариант чёрного (в случае голубого окраса) или рыжего (в случае красных и кремовых окрасов). Допустимо также наличие тигровых, чепрачных и пегих окрасов в палевых вариациях. Не допустимыми являются крупные белые отметины, превышающие по площади 1/4 окраса собаки.

## Характер
Блю-лейси обладают энергичным и активным темпераментом, высоко заинтересованы в работе и любопытны. При этом собаки этой породы не склонны проявлять гиперактивность и настойчивость в желании поиграть.
Для этих собак важен частый контакт с хозяином и членами семьи, так как они очень общительны и человекоориентированы. Блю-лейси нельзя назвать «собакой одного хозяина», эти собаки активно и с интересом общаются со всеми членами семьи и регулярно бывающими в доме людьми.
К соплеменникам и другим домашним животным блю-лейси не проявляют агрессии и склоны общаться с ними. При этом они успешно используются в охоте, где применяются так исключительно для выслеживания зверя, но не для травли, поэтому у них отсутствует агрессия и склонность к спонтанным укусам, в отличие от многих охотничьих пород.
В целом, находясь дома, блю-лейси тихие и спокойные, не склонные лаять и устраивать шумные игры. А вот во время работы собаки этой породы часто сопровождают лаем свои перемещения, указывая таким образом собственное местоположение или выгоняя лаем зверя.

## Содержание и уход
Блю-лейси не требовательны в содержании и не нуждаются в сложном специализированном уходе. Этих собак можно рекомендовать в качестве первой собаки для начинающих собаководов в силу их мягкого характера и отсутствия специфических требований по уходу.
Линька блю-лейси строго сезонная, проходит весной и осенью. Шерсть может выпадать самостоятельно без риска образования колтунов, не требуя постоянного вычёсывания даже в этот момент.
В силу активного темперамента блю-лейси нуждаются в высоких нагрузках, при этом упор на прогулке нужно делать не столько непосредственно на её длительность, сколько на разнообразие умственных и физических нагрузок.
В целом у собак этой породы достаточно крепкое здоровье и хороший иммунитет, но в генетике породы присутствует ген фолликулярной недостаточности (фолликулярной дисплазии), которая приводит в образованию залысин и тому, что шерсть становится редкой. Эта генетическая особенность близка к гену китайских и мексиканских голых собак, и является внешней особенностью, а не заболеванием.

## Применение
Основной сферой применения собак этой породы является традиционное использование в качестве пастушьей собаки. Используются они как для мелкого, так и для крупного скота.
Также в США блю-лейси популярны как охотничьи собаки для работы по следу или поиску подранков.
Используются блю-лейси и в качестве сторожевых собак, предназначенных для облаивания посторонних при их появлении на охраняемой территории. При этом для задержания и конвоирования собак этой породы использовать нельзя, они могут выполнять только «сигнальную» функцию.
Благодаря высокой человекоориентированности и быстрому усвоению команд блю-лейси стали популярны и в качестве спортивных собак в таких дисциплинах, как аджилити, флайбол, различные соревнования на послушания и т.п.